# Mustafa Akıncı
Mustafa Akıncı (ur. 28 grudnia 1947 w Limassol) – cypryjski polityk pochodzenia tureckiego, prezydent Cypru Północnego od 30 kwietnia 2015 do 23 października 2020.
Absolwent wydziału architektury Orta Doğu Teknik Üniversitesi. W latach 1976–1990 pełnił funkcję burmistrza tureckiej części Nikozji.
26 kwietnia 2015 wygrał wybory prezydenckie w drugiej turze głosowania, zdobywając 60,5% głosów poparcia i pokonując urzędującego prezydenta Dervişa Eroğlu. Zaprzysiężony został 30 kwietnia 2015.
Biegle zna język angielski. W 1974 roku poślubił Meral, z którą ma trzy córki: Zerin, Doğę i Çınlę. Ma także dwoje wnucząt.